# Хоросно
Хоро́сно — село в Україні, у Львівському районі Львівської області. Населення станом на 2017 рік становило 394 осіб.

## Назва
Найімовірніше, що назва села походить від прадавнього українського слова хворост (гнучке пруття з лози, верби, ліщини і т.ін., що йде на спорудження чого-небудь). Польською мовою — chróst, звідси Chrusno, українською — Хоросно.

## Географія

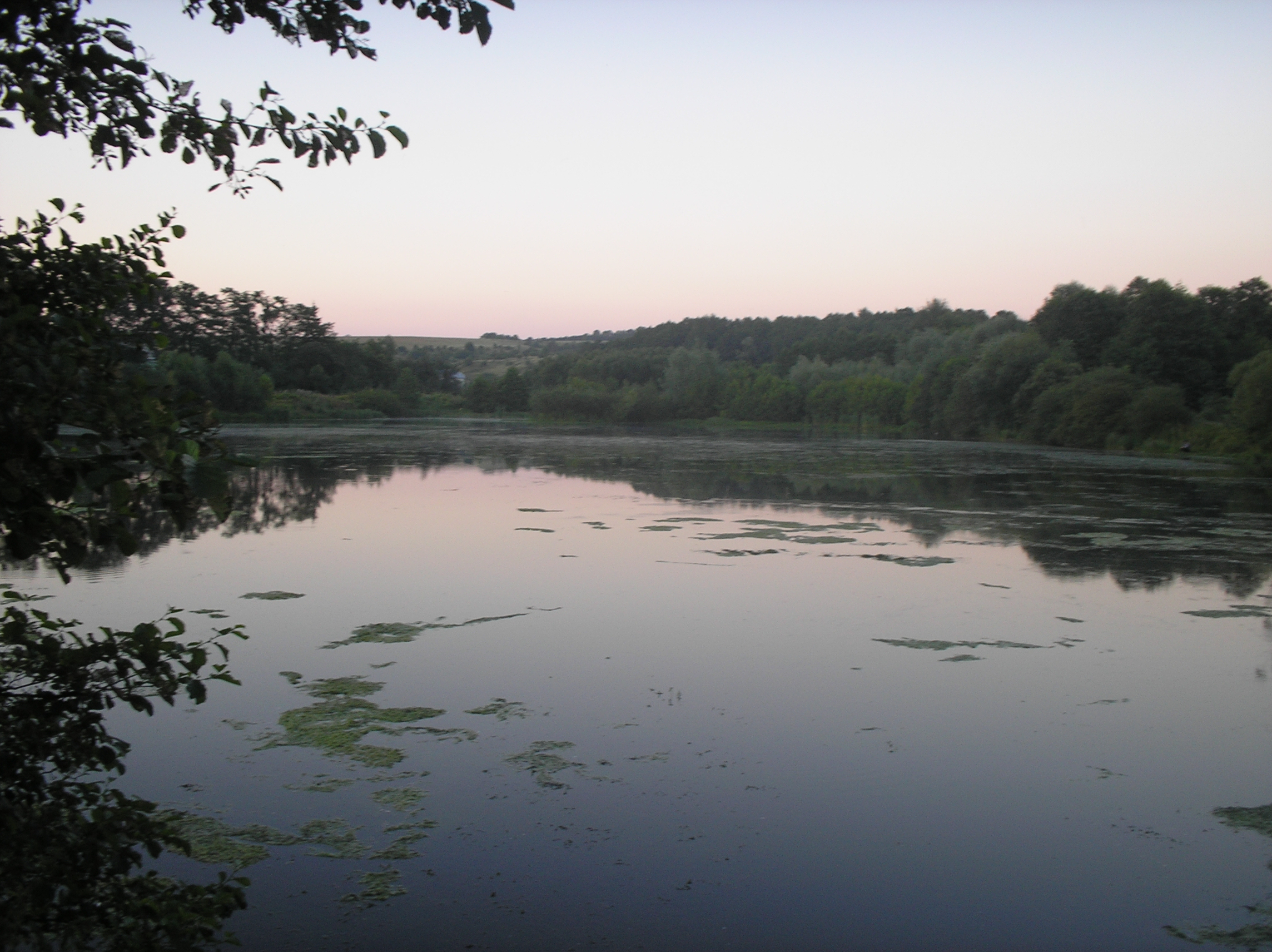
Ставок у с. Хоросно

В геоморфологічному відношенні село належить до Подільської височини в районі Власне Опілля. Його середня висота над рівнем моря — 280 м. Будівельні комплекси розміщені двома рядами паралельно до потічка, який впадає у річку Щирець, що є притокою Дністра. Між потічком та південним рядом забудов простягається майже на всю довжину села широкий (~ 150 м.) луг. На ньому паслися коні у вільний від праці час.
Посівний ареал загальною площею ~ 1004 Га (початок XX століття), розділений житлово-господарськими забудовами на північну та південну частини. Північна частина відзначається значним рельєфом, поглибленим у тих чи інших місцях глибокими (до 7-и метрів) ярами. Народ називав їх «дебрі». Крутизна схилу північної частини посівної площі коливалась від 140 до 170 від села і простягалась до лісового масиву, що починався на відстані 1,5 км від господарських забудов.
Південний посівний ареал є майже рівнинний, а його схил від села має крутизну близько 100. Південна посівна частина закінчується межею, що відділяє землі села Хоросно від земель села Добряни.

### Топоніми
Поблизу села зберігся давній топонім «Зелена криниця».

## Історія
Перша згадка про село датується XIV століттям, а саме 22 січня 1384 року. Вже 1407 року тут був збудований костел. Як зазначається у судовій справі, парох костелу Пречистої Діви Марії Іван з Хоросна, син Миколи, посвідчує, що прилюдно у костелі викликав львівського пароха Івана Русина на суд.
З документу датованого 1444 роком, відомо, що Хоросно віддалене від села Деревача на 3 км, та що цього року емігрувала до цього села група німецьких колоністів, назвавши своє окреме поселення «Хоросно Нове». Далі, згідно з люстрацією 1515 року, 4 лани (один лан — 20-30 га) були засіяні, а 6 лежали пустими. Священник заплатив за земельний наділ 15 грошів податку.
1469 року польський король віддав село у власність Йоганну Цирану. Є ще один цікавий документ стосовно Хоросна, датований 13 березня 1469 року. Львівський земський суддя Петро з Бранча і підсудок з Високого свідчать, що на засідання королівського суду прибув королівський прокуратор Миколай Гримала зі скаргою на незаконне збирання мита в Хоросні Павлом Кросом з Хоросна, що останній заперечив. Королівський суд заборонив Кросу у майбутньому збирати подібні мита.  
1564 року села Хоросно і Семенівка були продані Мартину Купату. Згідно з люстрацією 1565 року у Хоросні були діючими 3 лани, з яких у рахунок податків за рік селяни повинні були здавати: одну ялівку, 3 муси масла, 6 сирів, 3 колоди вівса, 6 курей та 72 яєць.
1570 року здійснено розмежування земельних володінь між селами Хоросно та Добрянами. 1578 року Хоросном володіли два державці: Мартин Купата мав у своєму володінні 4,5 лана, решту землі — 9 ланів — мав в оренді Клементій Кмос. Священик мав 1/2 лани.
1626 року татарська орда напала на Хоросно, завдаючи йому значних руйнувань, внаслідок чого прибутки села зменшилися на дві третини. Одначе, навіть у тих умовах шляхта не пом'якшила експлуатацію селян, що викликало колективний протест. 1649 року збирачі податків з села Хоросно, підпорядковані Себастіану Черемінському, заявили перед судом, що не могли зібрати кошти внаслідок спалення села, млина, корчми та знищення церкви восени 1648 року татарами, крім того, багато людей нападники захопили в полон. Незважаючи на такі вкрай несприятливі обставини, селяни зберігали силу волі і напруженою колективною працею зуміли відновити з руїн своє поселення. Від 1676 року, згідно з реєстром головного податку, тут мешкало вже 40 дорослих осіб. Подальше життя хороснян під польською окупацією теж не можна назвати ідилічним. Вони часто були жертвами сваволі польських жовнірів, котрі ночами розбивали комори, викрадали зерно, забирали селянське сіно. Все це здійснювалося ними безкарно.
На початку XVIII століття державцями села Хоросно тривалий час були члени магнатського роду Потоцьких.
1895 року в селі була збудована дерев'яна церква. Зведення храму розпочалося, коли парохом села був о.О. Коновалець, брат Михайла Коновальця та дядько Євгена Коновальця.

## Населення
За даним всеукраїнським переписом населення 2001 року, в селі мешкало 436 осіб. Мовний склад села був таким:
| Мова       | Число ос. | Відсоток |
| ---------- | --------- | -------- |
| українська | 433       | 99,31    |
| російська  | 3         | 0,69     |

## Відомі люди
Народилися
- Олександра П'ясецька-Процишин (1909—1998) — українська піаністка, учителька, громадська діячка, пластунка[5].
- Марія Хоросницька (1924—2006) — українська поетеса.

## Цікавинки
В селі розташовується приватний музей з експозицією залишків літаків, які зазнали авіаційних катастроф на території Західної України. Музей побудований ентузіастами пошуковцями.